# 5. lipnja
5. lipnja (5. 6.) 156. je dan godine po gregorijanskom kalendaru (157. u prijestupnoj godini).
Do kraja godine ima još 209 dana.

## Događaji
- 784. – Katoličkog misionara sv. Bonifacija i još pedeset kršćana ubila poganska zločinačka banda u frizijskom gradu Dokkumu.
- 1257. – Poljski grad Kraków dobio građanske povlastice.[1]
- 1604. – Hrvatski sabor donio zakon kojim je katolička vjera postala jedina priznata vjera u Hrvatskoj.
- 1832. – U Kraljevini Francuskoj izbija Lipanjska revolucija, pokušaj svrgavanja kralja Luja Filipa.
- 1848. – Josip Jelačić svečano ustoličen u Zagrebu za hrvatskog bana. Tom prigodom prvi je put službeno upotrijebljena hrvatska trobojnica.[2]
- 1916. – Prvi svjetski rat: Izbila arapska pobuna protiv Osmanskog Carstva.
- 1920. – Izbio Valonski rat, sukob talijanskih okupacijskih vlasti i Albanije.
- 1940. – Drugi svjetski rat: Početak operacije Fall Rot, s ciljem uništenja francuskih divizija južno od Somme i okupacija Francuske.[3]
- 1969. – Uspostavljena prva internetska veza.
- 1972. – U Stockholmu je počela Prva svjetska konferencija o zaštiti čovjekova okoliša.
- 1993. – Dražen Petrović odigrao svoju posljednju utakmicu.
- 2002. – Dražen Petrović je izabran u košarkašku "Kuću slavnih".
- 2006. – Srbija proglasila neovisnost i razdružila se s Crnom Gorom.
- 2017. – Crna Gora postala je 29. članica NATO-a.[4]
- 2022. – Crna nedjelja u Owou

| - 588. pr. Kr. – Anaksimen, starogrčki filozof († 528. pr. Kr.) - 1895. – Paul Neményi, mađarski matematičar rođen u Rijeci, otac američkog šahista Bobbyja Fischera († 1952.) - 1931. – Antun Vrdoljak, hrvatski glumac, redatelj i političar - 1933. – Velimir Bata Živojinović, srpski glumac († 2016.) - 1955. – Aki Rahimovski, makedonsko-hrvatski pjevač († 2022.) - 1970. – Haluk Bilginer, turski glumac - 1979. – Antonija Šola, hrvatska glumica i pjevačica - 1979. – David Bisbal, španjolski pjevač | - 1826. – Carl Maria von Weber, njemački skladatelj (* 1786.) - 1953. – Bill Tilden, američki tenisač (* 1893.) - 2004. – Ronald Reagan, američki predsjednik (* 1911.) |

## Blagdani i spomendani
- Svjetski dan okoliša
- Dan grada Daruvara
- Maceljske žrtve
- Dan hrvatske zastave

## Imendani
- Bonifacije